# Дебелоклюна врана
Дебелоклюната врана (Corvus crassirostris) е вид птица от семейство Вранови (Corvidae). Видът е незастрашен от изчезване.

## Разпространение
Разпространен е в Еритрея, Етиопия, Сомалия и Судан.